# 加藤重広
加藤 重広（かとう しげひろ、1964年 - ）は、日本の日本語学者。北海道大学教授。専門は語用論。青森県八戸市出身。

## 人物
青森県生まれ。1990年東京大学文学部言語学科卒、96年同大学院博士課程満期退学、富山大学人文学部専任講師、1997年助教授、2005年北海道大学大学院文学研究科助教授、07年准教授、2011年教授。2000年「日本語における修飾構造と品詞体系」で文学博士の学位を取得。2003年『日本語修飾構造の語用論的研究』で第22回新村出賞受賞。2016年-2020年日本語用論学会会長。

## 著書

### 単著
- 『日本語学のしくみ』研究社　シリーズ・日本語のしくみを探る 2001年10月
- 『みんなの日本語教室』三笠書房　2001年6月
- 『日本語修飾構造の語用論的研究』ひつじ書房　2003年7月
- 『日本語語用論のしくみ』研究社　シリーズ・日本語のしくみを探る　2004年7月
- 『日本語文法入門ハンドブック』研究社　2006年12月
- 『ことばの科学』ひつじ書房　学びのエクササイズ　2007年4月
- 『その言い方が人を怒らせる ことばの危機管理術』ちくま新書　2009年11月
- 『日本語統語特性論』北海道大学出版会　2013年4月
- 『日本人も悩む日本語　ことばの誤用はなぜ生まれるのか』朝日新書　2014年10月
- 『日本語語用論フォーラム 1』ひつじ書房　2015年12月
- 『言語学講義　その起源と未来』 (ちくま新書) 筑摩書房  2019年3月

### 共編著
- 『言語学入門 これから始める人のための入門書』 佐久間淳一,町田健共著　研究社　2004年11月
- 『日本語を知るための51題 日本語のこと、あなたはどれだけ知っていますか?』 吉田朋彦共著　研究社　2004年12月
- 『言語研究の射程』 吉田浩美共編著　ひつじ書房　2006年6月
- 『情報科学と言語研究』 佐藤知己共編著　現代図書　2016年4月
- 『基礎から学ぶ 音声学講義』 安藤智子共著　研究社　2016年7月
- 『語用論研究法ガイドブック』 滝浦真人共編著　ひつじ書房　2016年12月
- 『日本語語用論フォーラム 2』 滝浦真人共編著　ひつじ書房　2017年12月
- 『日本語語用論フォーラム 3』 滝浦真人共編著　ひつじ書房　2020年3月
- 『はじめての語用論　基礎から応用まで』 澤田淳共編著　研究社　2020年3月
- 『日本語文字論の挑戦: 表記・文字・文献を考えるための17章』岡墻裕剛共編　勉誠出版 2021年3月